# Lumbricillus lineatus
Lumbricillus lineatus är en ringmaskart som först beskrevs av Otto Friedrich Müller 1774. Lumbricillus lineatus ingår i släktet Lumbricillus och familjen småringmaskar. Arten är reproducerande i Sverige. Inga underarter finns listade i Catalogue of Life.